# Dubiaranea habilis
Dubiaranea habilis är en spindelart som beskrevs av Alfred Frank Millidge 1991. Dubiaranea habilis ingår i släktet Dubiaranea och familjen täckvävarspindlar.
Artens utbredningsområde är Ecuador. Inga underarter finns listade i Catalogue of Life.